# Pangkalan Lesung (plaats)
Pangkalan Lesung is een bestuurslaag in het regentschap Pelalawan van de provincie Riau, Indonesië. Pangkalan Lesung telt 7670 inwoners (volkstelling 2010).